# (66063) 1998 RO1
(66063) 1998 RO1とは、アテン群に属する地球近傍天体の1つである。

## 概要
1998 RO1は、近日点距離が水星軌道の内側、遠日点距離は火星軌道の外側にある極端な楕円軌道を持っている。それにもかかわらず、公転周期はほぼ1年であり、地球からみるとまるで衛星のように地球の周りを公転して見える。ただし、力学的な中心は地球ではなく太陽である。このような天体は準衛星と呼ばれている。
1998 RO1の軌道は、水星から火星までの天体に衝突する可能性を潜在的に秘めた天体である。地球には2004年9月26日には138万km(0.0921AU)まで接近した。次にほぼ同じ距離まで接近するのは、2076年9月26日の146万km(0.0975AU)である。水星には0.1AU以内に頻繁に接近し、最も接近するのは2122年4月7日で、977万km(0.0653AU)まで接近する。火星には2065年10月12日にわずか81万4000km(0.00544AU)まで接近する。

## 物理的性質
1998 RO1は、絶対等級が18等級、推定される直径は800mの小さな小惑星である。自転周期は2時間29分33秒である。

## 衛星
1998 RO1は衛星S/2001 (66063) 1を持つ。直径は400mであり、公転半径はわずか800mであると推定されている。